# 1848 aux échecs
| Années des échecs : 1845 - 1846 - 1847 - 1848 - 1849 - 1850 - 1851    |
| Décennies des échecs : 1810 - 1820 - 1830 - 1840 - 1850 - 1860 - 1870 |

Cet article présente les faits marquants de l'année 1848 aux échecs.

## Événements majeurs
- Adolf Anderssen bat en match Daniel Harrwitz [1].

## Naissances
- 14 septembre : Adolf Albin, joueur autrichien d’origine roumaine, dont le nom reste attaché au Contre-gambit Albin
- 31 décembre : Amos Burn, joueur anglais, qui a laissé son nom à la variante Burn de la défense française [1].